# France Quéré
Pour les articles homonymes, voir Quéré.
France Quéré, née France Eliette Blanche Jaulmes le 27 avril 1936 à Montpellier (Hérault) et morte le 14 avril 1995, est une théologienne protestante française auteur de nombreux ouvrages et chroniques. D'abord spécialiste des Pères de l'Église, qu'elle traduit et commente, elle étudie également la condition féminine et participe à la réflexion éthique de son époque, notamment la bioéthique. 
Éditorialiste de La Croix, Panorama, et Réforme, elle a donné de multiples conférences en France, en Suisse, en Belgique, en Algérie et dans de nombreux autres pays. Elle est l'auteur d'une vingtaine d'ouvrages.

## Biographie
Fille du professeur Paul Jaulmes (qui fut le créateur au sein de la faculté de pharmacie de Montpellier du diplôme national d’œnologie), elle mène de front des études de lettres classiques et de théologie à la faculté de théologie protestante de Montpellier. Elle soutient en 1957 un mémoire de diplôme d’études supérieures en Lettres sur La Prédication morale dans le théâtre de Sénèque. Après un court passage dans l’enseignement secondaire, elle entreprend et publie des traductions des Pères de l’Église. Ce travail d’études patristiques lui donne le goût de l’exégèse, dont va résulter une série d’ouvrages plus spécifiquement théologiques.

Parallèlement, elle développe et enracine sa réflexion dans des préoccupations contemporaines : les évolutions de la famille, la place de la femme dans la société, les drames du handicap, notamment, qui vont la mener vers la sociologie et la philosophie. Ses travaux dans ces domaines lui valent d’être nommée dans plusieurs instances, notamment le Haut Conseil de la famille, le Comité consultatif national d’éthique où la vigueur de sa pensée lui vaudra d’être renouvelée sans interruption. Elle devient également présidente de « Votre école chez vous ».
Ses écrits rencontrent un vif succès tant dans les milieux protestants que catholiques, ce dont témoigne le tirage de ses livres, ses éditoriaux dans les journaux La Croix, Panorama, et Réforme, et de nombreux cours et conférences. Lors de la parution des recueils posthumes Au fil de la foi, le théologien jésuite Bernard Sesboüé rendra hommage à l'œcuménisme de France Quéré. « Émouvante quand elle parle de la prière et de l'eucharistie, sévère quand elle s'adresse à l'institution, F. Quéré, vraiment protestante, se sentait très proche du catholicisme, avec les représentants duquel elle a beaucoup travaillé, au point de dire que les deux confessions avaient exercé sur elle la même influence ».
Mariée à Yves Quéré en 1961, elle a eu trois enfants, David, Anne et Emmanuelle. Elle est morte le 14 avril 1995, des conséquences d'une crise d'asthme. Son époux, physicien, membre de l'Académie des sciences et professeur à l'École polytechnique, a édité un livre d'hommage posthume à France Quéré, intitulé La culture, hommage à France Quéré.

## Fonctions
- Membre du Comité consultatif national d’éthique de 1983 à sa mort. Elle y représente la sensibilité protestante tout en contribuant pleinement aux réflexions des scientifiques[4].
- Membre du Haut Conseil de la famille
- Présidente de l'association « Votre école chez vous »

## Distinctions
- Docteur honoris causa de l'université de Neuchâtel

## Sources
- Catalogue de l'Institut protestant de théologie
- Données généalogiques famille Jaulmes (recherche personnelle)
- France Quéré, éthique et mystique, article d'Albert Longchamp dans la revue suisse Choisir [7]
- Brève interview de France Quéré au journal télévisé [8]
- Colloque consacré à France Quéré[9]
- Article de Bruno Chenu (La Croix du 19 avril 1995)[10]
- Numéro spécial de l'hebdomadaire protestant Réforme n° 3123 du 14 avril 2005[11]